# Anton Geurts
Antonius Johannes „Toon” Geurts (ur. 29 lutego 1932 w Veldhoven, zm. 5 października 2017 tamże) – holenderski kajakarz. Srebrny medalista olimpijski z Tokio.
Na igrzyskach startował trzy razy (IO 60, IO 64, IO 68). W 1964 zajął drugie miejsce w dwójce na dystansie 1000 metrów, partnerował mu Paul Hoekstra.